# Boeing Defense, Space & Security
Boeing Defense, Space & Security (BDS), basé à St. Louis, Missouri, États-Unis, est une division du groupe Boeing responsable du développement de produits et services de l'industrie de l'armement et de l'aérospatiale. Defense, Space & Security (anciennement Boeing Integrated Defense Systems) fait de Boeing, en 2005, la seconde plus grosse société militaire privée au monde et est responsable de 56 % des revenus du groupe.
Un de ses bureaux d'études est le Boeing Phantom Works.

## Produits

### Bombardiers
- Y1B-9 Death Angel
- B-17 Flying Fortress
- B-29 Superfortress
- B-47 Stratojet
- B-50 Superfortress
- B-52 Stratofortress
- B-1B Lancer (Rockwell)

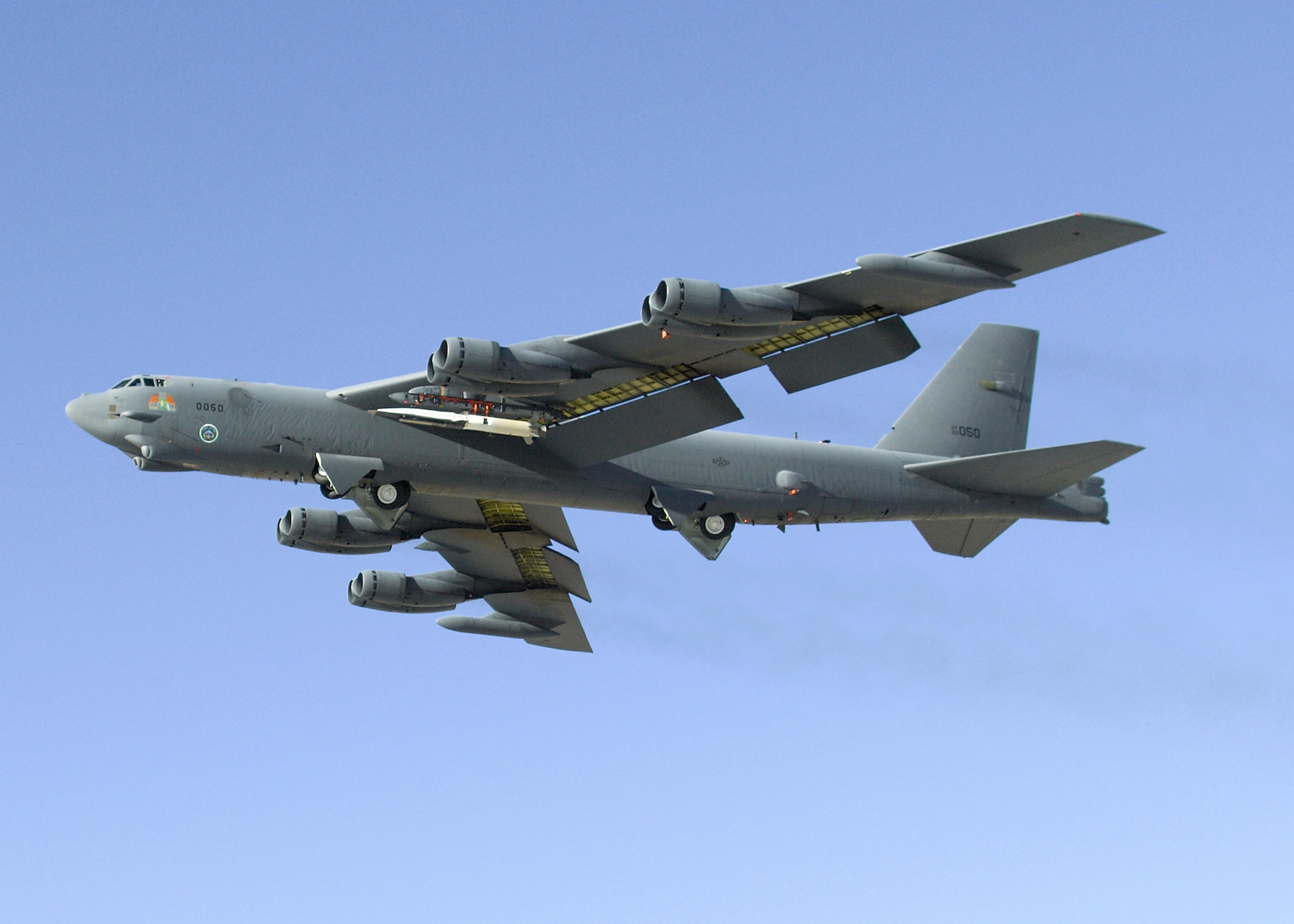
B-52 Stratofortress en vol avec le X-51.

- B-2 Spirit (sous contrat avec Northrop Grumman)

### Hélicoptères
- AH-64 Apache
- CH-46 Sea Knight
- CH-47 Chinook
- V-22 Osprey (avec Bell Helicopter)
- Quad TiltRotor (en) (avec Bell Helicopter)
- RAH-66 Comanche (avec Sikorsky), projet annulé
- Boeing-Sikorsky SB-1 Défiant

### Intercepteurs et chasseurs-bombardiers
- P-26 Peashooter

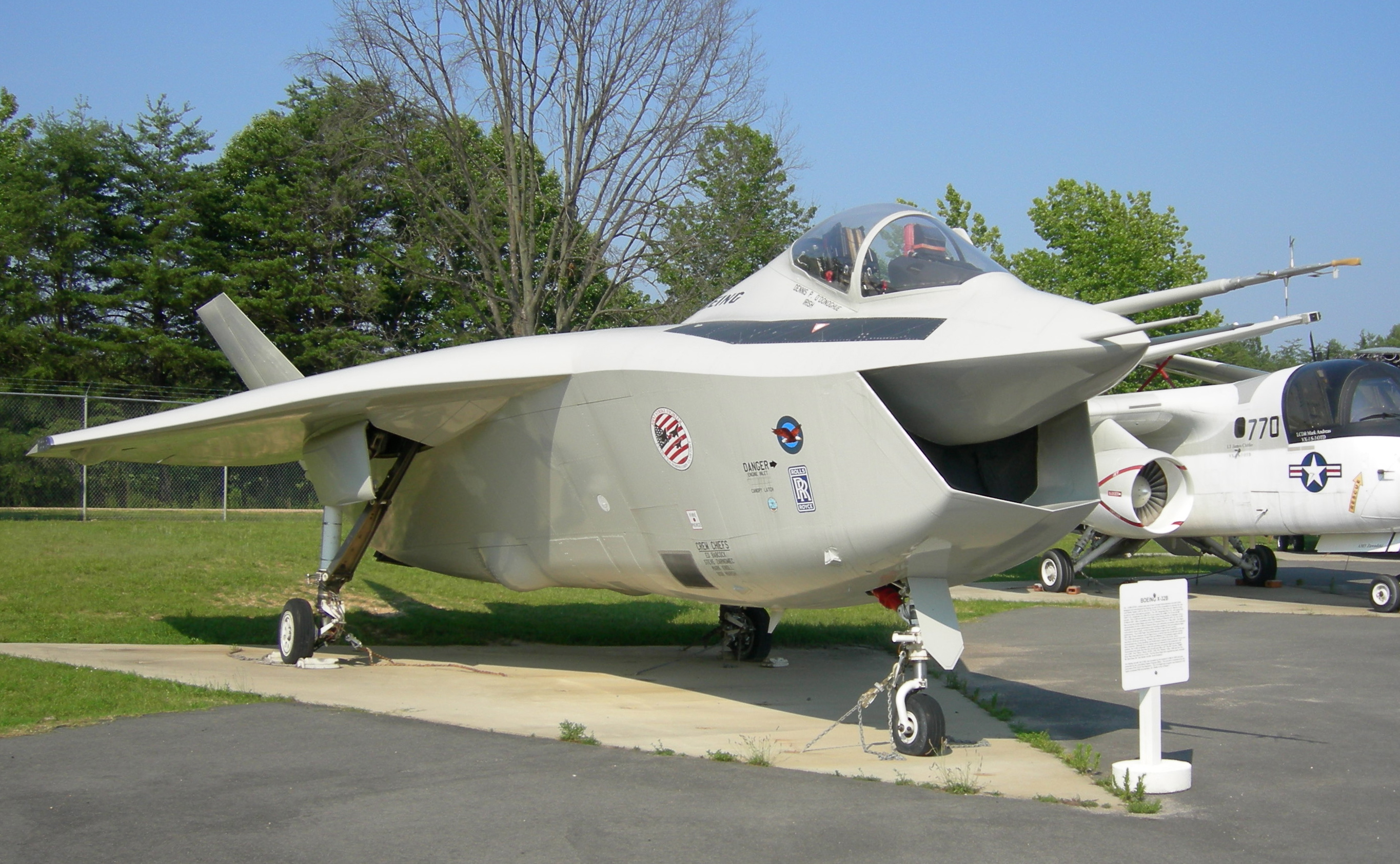
X-32B Joint Strike Fighter.

- F-4 Phantom II (McDonnell Douglas)
- F-15 Eagle (McDonnell Douglas)
- AV-8B Harrier II (McDonnell Douglas/British Aerospace)
- Harrier GR9 (en) (BAe/McDonnell Douglas)
- F/A-18 Hornet (McDonnell Douglas)
- F/A-18E/F Super Hornet (McDonnell Douglas)
- F-22 Raptor (partenariat avec Lockheed Martin)
- X-32

### Ravitaillement et transports
- KC-135 Stratotanker

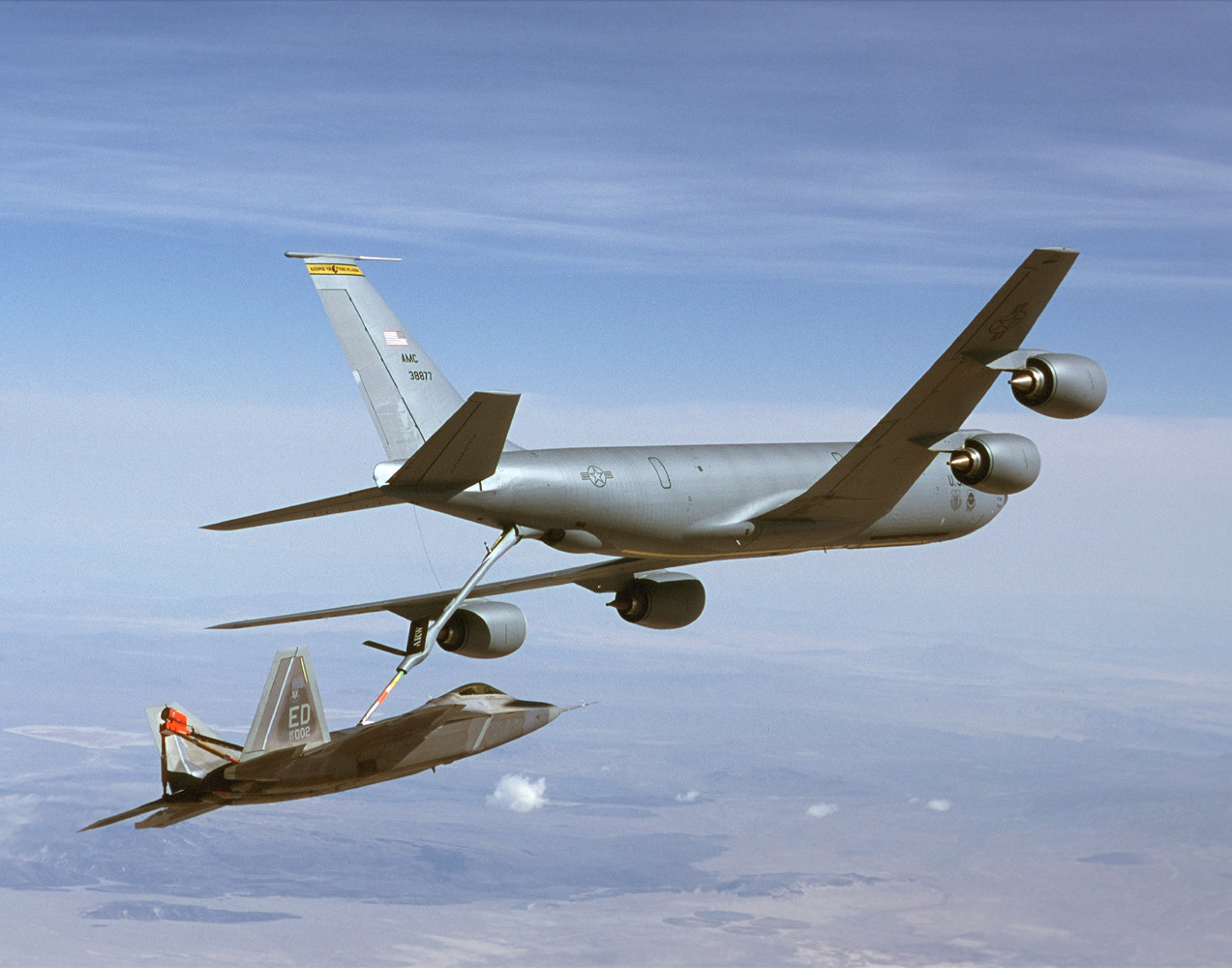
KC-135 Stratotanker ravitaillant un F-22 Raptor.

- KC-10 Extender (McDonnell Douglas)
- KC-767
- C-22
- C-32A Executive Transport
- C-40 Clipper
- YC-14
- YC-15 (McDonnell Douglas)
- C-17 Globemaster III (McDonnell Douglas)
- VC-25A (Air Force One)

### Surveillance et espionnage
- YAL-1 Airborne Laser
- EC-135
- OC-135 Open Skies
- RC-135 Rivet Joint

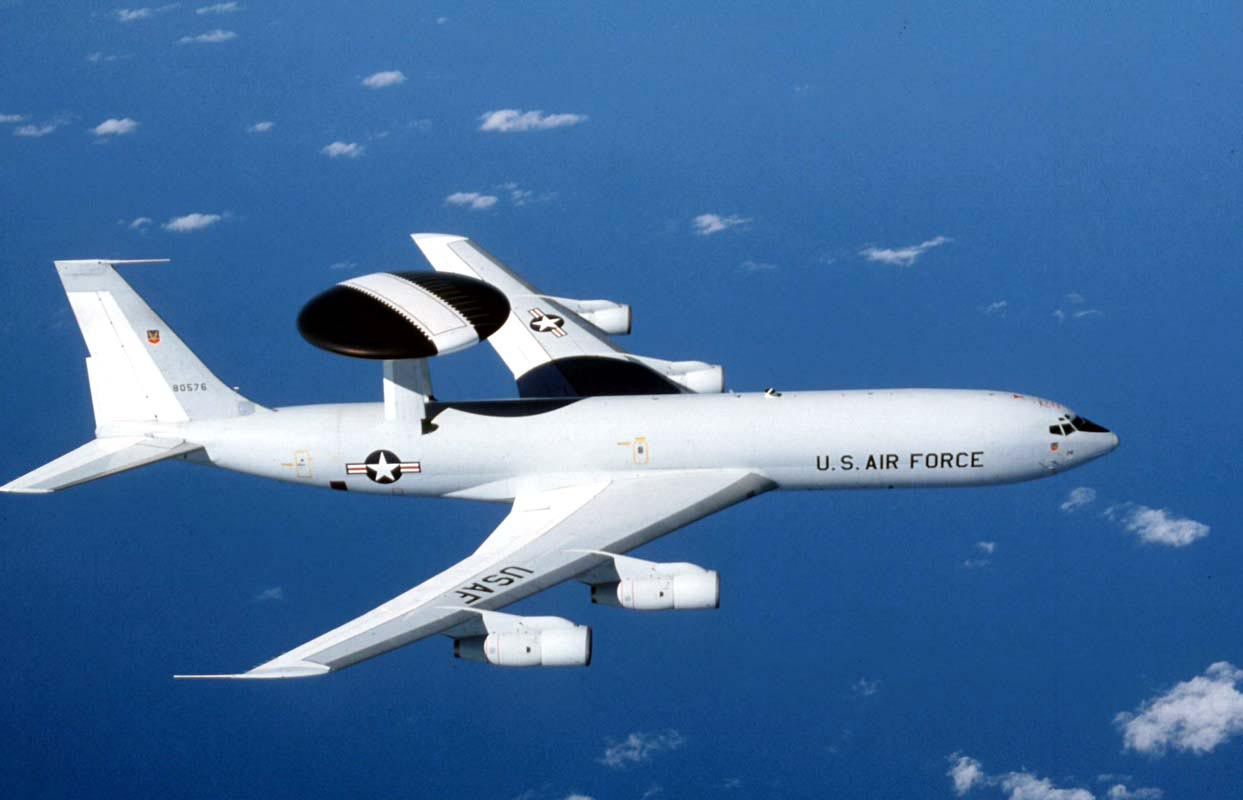
Un E-3 Sentry.

- E-3 Sentry (un avion de surveillance AWACS)
- E-4B (Advanced Airborne Command Post)
- E-6 TACAMO
- E-8 Joint STARS, ground battle management
- E-10 MC2A (successor to the E-3, E-8, EC-135)
- T-43
- T-45 Goshawk
- Projet Wedgetail (AEW&C)
- P-8 Poseidon (ASW)
- X-36 (Tailless Agility Research Aircraft)

### Véhicules aériens sans pilotes

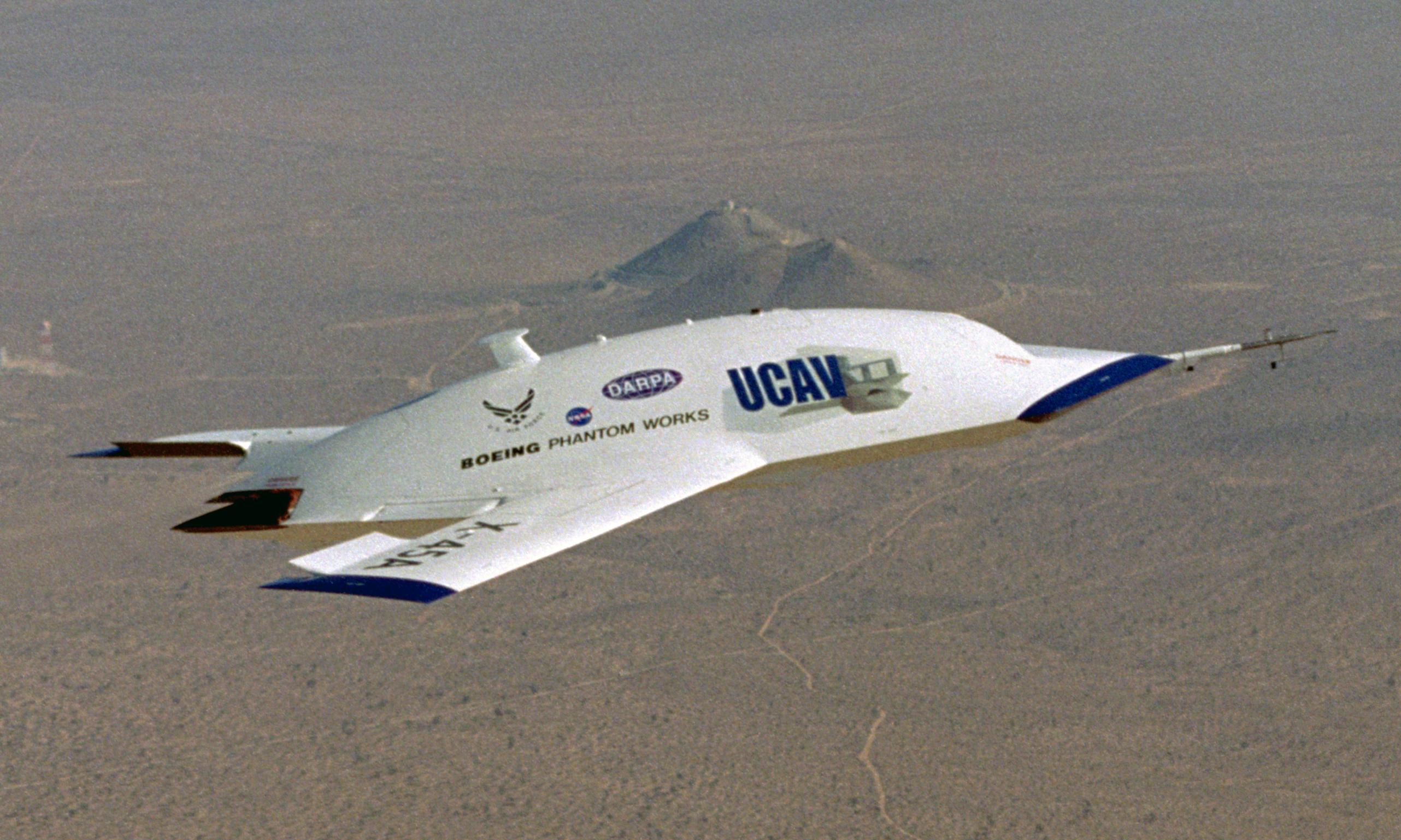
The X-45A UAV. a prototype for the significantly larger X-45C.

- X-45
- A160 (en)

### Missiles
- BOMARC
- AGM-48 Skybolt (Douglas)
- Harpoon missiles (McDonnell Douglas)
- AGM-86 ALCM Missile de croisière
- AGM-114 Hellfire (McDonnell Douglas)
- BGM-109 Tomahawk (McDonnell Douglas)

### Espace et exploration
Boeing Launch Services Inc. (BLS) is Boeing's commercial launch service provider.[Quoi ?]
- X-20 Dyna-Soar
- X-40

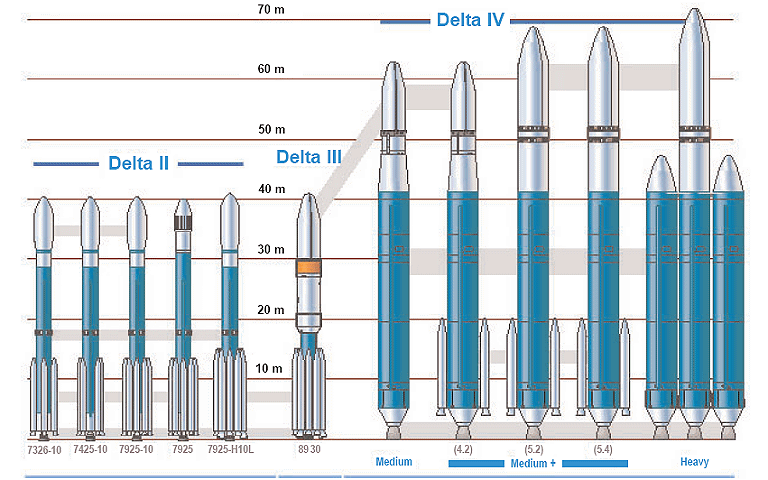
Fusées Delta

- S-IC first stage (Boeing), S-II second stage (North American Aviation)
- S-IVB third stage (Douglas Aircraft Company)
- Module de service Apollo (North American Aviation)
- X-38 Crew Return Vehicle
- Inertial Upper Stage (Titan IV)
- International Space Station
- Solar Orbit Transfer Vehicle
- Space Shuttle (Rockwell)
- Fusée Delta (aka Thor-Delta)
- Delta II
- Delta III
- Delta IV EELV
- Sea Launch (avec Corporation spatiale Energia, Aker Kværner, et Yuzhnoe)
- X-37

### Satellites
- Advanced Research and Global Observation Satellite
- Autonomous Space Transport Robotic Operations (en) (ASTRO)
- GPS Satellites (Rockwell)
- Integrated Solar Upper Stage
- Kinetic Energy Anti-Satellite Weapon System
- XSS Micro-satellite
- 376 (en) (formerly Hughes Satellite Systems (en) - HSS)
- 601 (formerly HSS)
- 702 (en) (formerly HSS)

### Autres

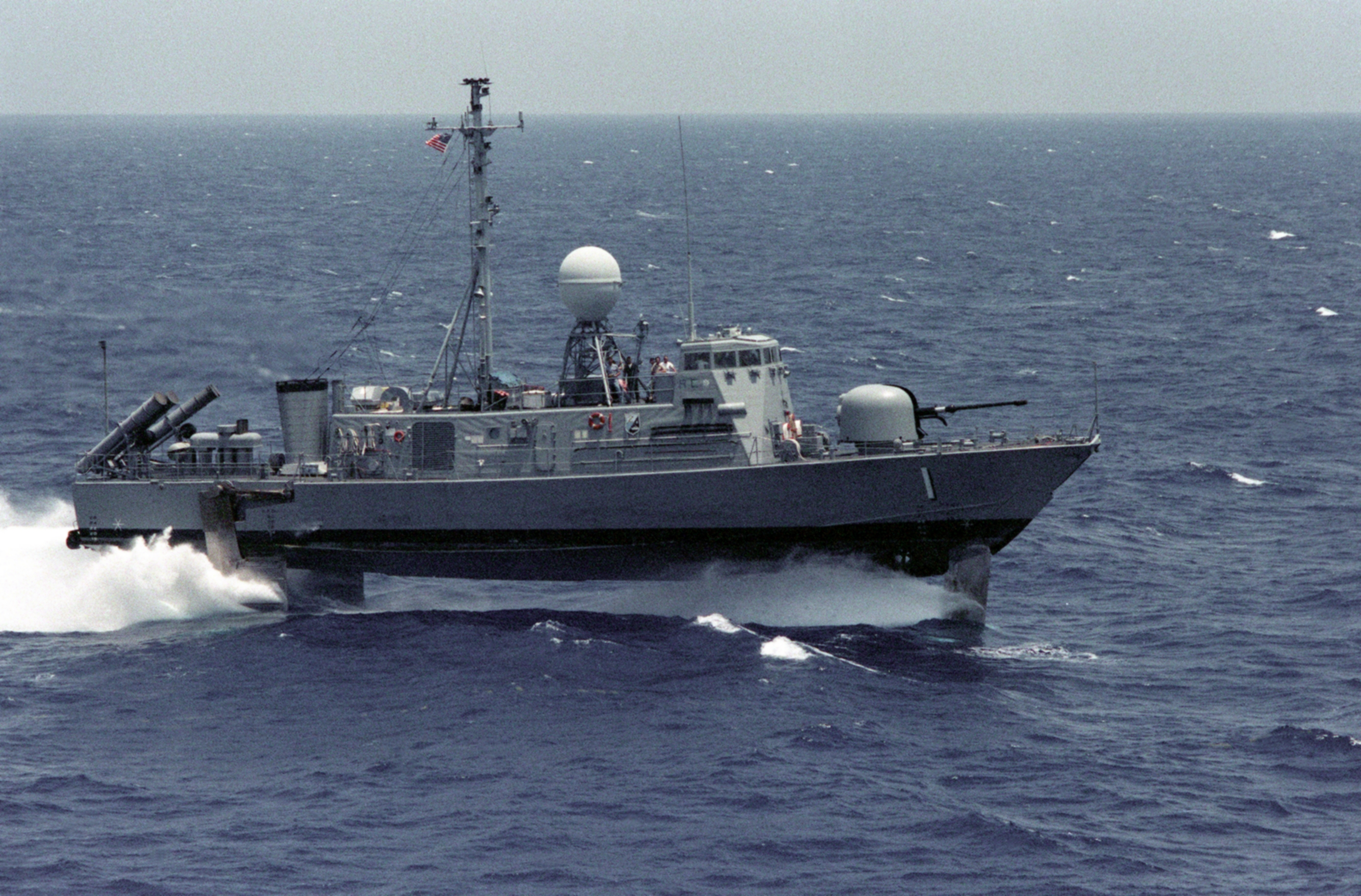
Classe Pegasus (hydrofoils

- Avenger
- Bird of Prey
- Sandia/Rockwell MAGLEV
- Classe Pegasus hydrofoils
- solar eagle